# أول هجوم على مدينة عمان في عهد إمارة شرق الأردن
«أول هجوم على عمان في عهد إمارة شرق الأردن» (يعرف بالنسبة للإنجليز بأول هجوم على عمان) (First Transjordan attack on Amman) ، ويعرف باسم «أول معركة في الأردن» بالنسبة للعثمانيين. حدث هذا الهجوم في الفترة من 21 مارس/آذار إلى 2 نيسان (أبريل) 1918، وكان رد فعل لنجاح معركة تل عاشور التي حدثت بعد الاستيلاء على أريحا في شهر شباط (فبراير) واحتلال وادي الأردن، في حملة سيناء وفلسطين التي قامت أثناء الحرب العالمية الأولى. خلال الهجوم الأول الذي وقع على شرق الأردن، تم التوغل داخل الأراضي التابعة للإمبراطورية العثمانية. كان عبور نهر الأردن في البداية ناجحاً في الفترة من 21 إلى 23 آذار (مارس)، تبعه الاحتلال الأول لمدينة السلط من خلال جبال مؤاب يومي 24 و25 آذار. أما معركة عمان الأولى فقد حدثت في الفترة من 27 إلى 31 آذار (مارس)، إذ تم تعزيز شعبة الخيالة في جيش الأنزاك (القوات العسكرية المشتركة بين أستراليا ونيوزيلندا) وفيلق الهجانة الإمبراطوري بكتيبتين من اللواء 181، تبعهما كتيبتين أخريين من اللواء 181 (فرع لندن الستين)، إضافة إلى سلاح المدفعية. قامت القيادة العامة في الجيش الرابع (الدولة العثمانية) المتمركزة في عمان بتعزيز ثكناتها، وتلقت تعزيزات أثناء المعركة على سكة حديد الحجاز، وقد كانت معركة شديدة بحيث اضطرت القوات المهاجمة إلى التقهقر والتراجع إلى وادي الأردن بين 31 آذار (مارس) و2 نيسان (أبريل). وبذا استمر احتلال أخدود وادي الأردن حتى منتصف شهر أيلول (سبتمبر) 1918 بعد بدء معركة مجدو (1918). في شتاء 1917\1918، حققت القوات المهاجمة مكاسب في معركة مجدو وانتصارات في معركة المغار في شهر أيلول (سبتمبر) 1917 ومعركة القدس في شهر تشرين الأول (أكتوبر) من نفس العام. نتيجة ذلك، تم توحيد خط الجبهة من غزة إلى بئر السبع إلى يافا والقدس. تم تعديل خط الجبهة في شباط (فبراير) 1918 عندما تم تأمين الجهة اليمنى من يافا إلى القدس عن طريق احتلال الأراضي الواقعة إلى الشرق من القدس إلى أريحا والبحر الميت في غور الأردن. كان احتلال أريحا مقدمة ضرورية لتقدم قوات إدموند ألنبي عبر نهر الأردن والوصول إلى جبال مؤاب سعياً لاحتلال مدينتي السلط وعمان.